# Amagerbro
Amagerbro – stacja metra w Kopenhadze, na linii M2. Zlokalizowana jest pomiędzy stacjami Christianshavn oraz Lergravsparken. Została otwarta 19 października 2002. Znajduje się w 1 strefie biletowej.
Stacja posiada parking rowerowy.